# دونمار ويرهاوس
دونمار ويرهاوس مسرح غير ربحي ذو 251 مقعد افتتح لأول مرة في 18 يوليو 1977 في كوفنت غاردن، لندن المملكة المتحدة.